# 필립 오거스터스 그리피스
필립 오거스터스 그리피스 4세(영어: Phillip Augustus Griffiths IV, 1938년 10월 18일 ~)는 미국의 수학자이다. 대수기하학, 특히 호지 이론과 모듈라이 이론에 공헌하였다.

## 생애
1938년 10월 18일에 미국 노스캐롤라이나주 롤리에서 태어났다. 1959년에 노스캐롤라이나 주에 있는 웨이크포리스트 대학교(영어: Wake Forest University)에서 학사 학위를 수여받았고, 1962년에 도널드 스펜서 아래 프린스턴 대학교에서 박사 학위를 수여받았다.
이후 캘리포니아 대학교 버클리에서 1962년~1967년 동안 있었고, 그 뒤 프린스턴 대학교(1967년~1972년) · 하버드 대학교 (1972년~1983년) · 듀크 대학교 (1983년~1991년)에 있었다. 1991년에 프린스턴 고등연구소 소장이 되었으며, 2003년에 은퇴하였다.
2008년에 울프 수학상을 피에르 들리뉴 · 데이비드 멈퍼드와 공동으로 수상하였다. 2012년에 미국 수학회 회원이 되었다.

## 학력
- 1955년~1959년: 웨이크 포레스트 대학교 (학사)
- 1959년~1962년: 프린스턴 대학교 (박사)

## 주요 저서
- Griffiths, Phillip A. (1989). 《Introduction to algebraic curves》. Translations of Mathematical Monographs (영어) 76. Kuniko Weltin 역. American Mathematical Society. ISBN 978-0-8218-4537-0. MR 1013999. Zbl 0873.14030.
- Griffiths, P. A.; Jensen, Gary R. (1987). 《Differential systems and isometric embeddings》 (영어). Princeton University Press. ISBN 978-0-69108430-5.
- Griffiths, P. A. (1984). 《Topics in transcendental algebraic geometry》 (영어). Princeton University Press. ISBN 0691083355.
- Griffiths, P. A. (1983). 《Exterior differential systems and the calculus of variations》. Progress in Mathematics (영어) 25. Birkhäuser. doi:10.1007/978-1-4615-8166-6. ISBN 978-0-8176-3103-1. ISSN 0743-1643.
- Griffiths, P. A.; Morgan, John W. (2013). 《Rational homotopy theory and differential forms》. Progress in Mathematics (영어) 16 2판. Springer. doi:10.1007/978-1-4614-8468-4. ISBN 978-1-4614-8467-7. ISSN 0743-1643.
- Griffiths, Philip; Harris, Joseph (1994년 8월). 《Principles of algebraic geometry》. Wiley Classics Library (영어) 2판. Wiley. doi:10.1002/9781118032527. ISBN 978-0-471-05059-9. MR 1288523. Zbl 0836.14001.
- Griffiths, P. A. (1976). 《Entire holomorphic mappings in one and several complex variables》 (영어). Princeton University Press. ISBN 0691081719.

## 참고 문헌
1. ↑  List of Fellows of the American Mathematical Society